# جون إيزياه والتون
جون إيزياه والتون (بالإنجليزية: John Isiah Walton)‏ هو فنان أمريكي، ولد في 1985 في نيو أورلينز في الولايات المتحدة.

## وصلات خارجية
- الموقع الرسمي